# Чже Цонкапа
Чже Цонкапа (тиб. ཙོང་ཁ་པ།; 1357–1419) — тибетський буддиський релігійний діяч, філософ і проповідник. Засновник школи Гелуг, що отримала значне поширення в Тибеті, Монголії і Бурятії у XVI—XVII ст.

## Біографія
Дже Цонкапа народився у 1357 році, в провінції Амдо у східному Тибеті.
У трирічному віці Цонкапа отримав обітниці буддиста-мирянина від четвертого уармапи Ролпе Дордже, який дарував йому ім'я Кунга Н'їнгпо. У віці сім років він прийняв обітницю монаха-послушника від свого наставника Чойдже Дондупа Рінчена і був названий Лобсанг Драгпа.
Цонкапа багато подорожував і навчався у наставників всіх традицій тибетського буддизму. 16-річним він вирушив в монастир Дрікунг Каг'ю в центральному Тибеті, де навчався під керівництвом настоятеля Ченга Чок'ї Г'ялпо, від якого отримав настанови з бодгічітти і махамудри. У монастирі Кончог К'яб навчав його медицини, і всього через рік Цонкапа досяг значної майстерності в цій галузі. Цонкапа володів надзвичайною пам'яттю, він без труднощів запам'ятовував навіть найскладніші тексти. Так, він вивчив напам'ять весь коментар до великого тексту правил чернечої дисципліни (віная), запам'ятовуючи по 17 фоліантів за день. Слава про здібності Цонкапи дійшла до китайського імператора Чжу Юаньчжана, який послав йому запрошення відвідати Китай.
З Дрікунга Цонкапа попрямував до монастиря Чодра Ченпо Девачен, де продовжив свою освіту. За два роки він освоїв всі праці Будди Майтреї і тексти з Праджняпараміти. Добившись високої майстерності в мистецтві філософських диспутів, він прославився своєю ерудицією.
Під час відвідування Ньяпон Кунга Пел в Цечені Дже Рінпоче зустрів сак'яського вчителя Рендаву, якого пізніше став вважати своїм основним духовним наставником. Саме в цей момент Цонкапа написав молитву «мігдзем». У Рендави та іншого наставника школи Сак'я Кажіпа Лосела Цонкапа отримав настанови з чернечої дисципліни, теорії вірогідного пізнання, мадг'ямікіи і Гух'ясамаджа тантри. Він також отримав передачі шести йог Наропи, калачакри, махамудри, ламдре (Шляхи і Плода), чакрасамвари і багато інших, а згодом передав їх своїм учням.

### Духовна практика
У віці двадцяти п'яти років Дже Цонкапа прийняв повне чернече посвячення, і потім, в Нан'їнгу, почав викладати абгідгарму. У цей час у нього почалися сильні болі в спині, але він самостійно вилікувався від цієї недуги, застосувавши метод, отриманий в монастирі Сак'я від Дордже Рінчена, який також дав йому тлумачення Хеваджра-тантри.
Старанність Цонкапи в духовних заняттях було невичерпним. Крім вивчення і викладання філософії, він інтенсивно займався йогою і медитацією. Цонкапа зробив 3,5 мільйони простягань, 1,8 мільйона підношень мандалі і прочитав незліченну кількість разів мантру Ваджрасаттви. Йому постійно з'являлись ідами, особливо Манджушрі, якому він міг ставити питання і отримувати роз'яснення глибинних аспектів вчення. Крім того, він багато разів усамтнювався. Найтриваліше самітництво тривало чотири роки. У цей час поруч з Цонкапою знаходилися тільки вісім його найближчих учнів.
В цілому Цонкапа навчався під керівництвом понад ста вчителів, старанно виконував духовну практику і, своєю чергою, навчив тисячі учнів, здебільшого в центральних і східних районах Тибету. Він також багато писав. Зібрання його творів у вісімнадцяти томах охоплює сотні праць з усіх аспектів буддійського вчення, що роз'яснюють найважчі для розуміння положення Сутраяни і Мантраяни.

### Основні праці
Головні роботи Дже Цонкапи: « Велике керівництво на етапах шляху до пробудження» (Ламрім Ченмо), «Велике керівництво по етапах шляху тантри» («Нагрім Ченмо»), «Сутність мистецтва викладу алегоричних і буквальних навчань» (Drang-nges legs-bshad snying-po), «Хвала взаємозалежності» (rTen-'brel bstod-pa), «Зрозумілий опис п'яти стадій Гуг'ясамаджі» (gSang-'dus rim-lnga gsal-sgron) і «Золоті чотки» (gSer-phreng). Першу зі згаданих робіт, «Велике керівництво», Цонкапа завершив в 1402 році. Ця праця детально і поетапно викладає весь шлях до стану Будди і є базовим навчальним посібником в школі гелуг.
Цонкапа вчив тисячі ченців, і серед безлічі його найближчих учнів найбільш видатними стали: Г'ялцаб Дарма Рінчен (1364—1432); Кхедруб Гелег Пелзанг (1385—1438); Г'ялва Гендун Дуп (1391—1474; перший Далай-лама), засновник монастиря Ташилунпо в Шигацзе; Таші Палден (1379—1449), засновник монастиря Дрепунг; Шак'я Еше, що заснував монастир Сера; Дже Шераб Сенге, засновник монастиря Сег'ю.

## Два найближчих учні Цонкапи
Коли Цонкапі було близько сорока років, йому у видінні з'явився Манджушрі, який підтвердив, що Цонкапа досяг прямого пізнання порожнечі і більше не потребує настанов на цю тему. Потім Манджушрі порадив Цонкапі продовжувати проповідувати Дгарму на основі навчань Нагарджуни та Атіши. Незабаром після цього Цонкапа вирушив на південь від Лхаси, де зустрів свого майбутнього учня Г'ялцаба Дарма Рінчена (1364—1432), який в той час належав до школи Сак'я і вже прославився як великий учений цієї традиції, який блискуче володів мистецтвом філософського диспуту.
Їхня перша зустріч відбулася, коли Цонкапа починав одне зі своїх публічних навчань. Г'ялцаб відкрито оскаржив авторитет Цонкапи, сівши на його трон, але, коли Цонкапа почав говорити, Г'ялцаб зрозумів, що знання Дже Цонкапи набагато перевершують його власні. В ході коментарів Цонкапа відповідав на всі ті питання, які раніше Г'ялцабу здавалися нерозв'язними, і той незабаром усвідомив, що поводився неприпустимо. Зіскочивши з трону, він смиренно зробив три простягання перед наставником і зайняв місце серед слухачів. Пізніше він став одним з двох «сердечних» учнів Цонкапи. Іншим був Кхедруб Гелег Пелзангпо (1385—1438), який став послідовником Цонкапи декількома роками раніше.

## Кінець життя і спадщина
Цонкапа пішов з життя у віці шістдесяти років, в 1419 році. За свідченнями учнів, в момент смерті його тіло перетворилося в прекрасне юне тіло Манджушрі, та виділяло веселкове світло, що було безперечною ознакою його відходу в нірвану.
Після відходу Цонкапи, Кхедруб-Чже і Г'ялцаб-Чже зберегли і передали нащадкам створену ним систему. На прохання інших учнів Г'ялцаб зійшов на трон Гандена, отримавши офіційне визнання основного наступника лінії Цонкапи. Він зберігав за собою цю посаду впродовж дванадцяти років, аж до своєї смерті. За своє життя Г'ялцаб-Чже написав низку значущих праць, зібрання його творів налічує вісім томів. Наступним за Г'ялцабом володарем трону Ганден протягом семи років був Кхедруб, який помер у віці п'ятдесяти чотирьох років. Ці два наставники вважаються «духовними синами» Цонкапи, на тхангках їх часто зображують сидячими по обидва боки від Дже Цонкапи.

## Вшанування
У 1977 році в Тоскані (Італія) під егідою Фонду підтримки традиції Махаяни був заснований Інститут Лами Цонкапи, що став одним з найбільших буддійських освітніх установ в Європі. У 2001 році тибетський лама-емігрант, доктор буддійської філософії Кхенпо Кьосанг Рінпоче заснував у французькому Ельзасі Інститут ім. Дже Цонкапи (тиб. Rje tsong kha pa rig pa'i 'byung gnas gling).
У 2008 році в Калмикії був побудований тантричний монастир Владики Зонкави. Створена в 2013 році в Росії релігійну організацію учнів лами школи гелуг геше Тінлея назвали «Дже Цонкапа»; ту ж назву має і наявне при ньому книжкове видавництво.